# Samuel Spanien
Samuel Spanien, né le 24 février 1896 à Paris et mort dans la nuit du 7 au 8 septembre 1952 à Velaine-en-Haye dans un accident de la circulation, est un avocat français. Il fut en particulier l'un des avocats de la défense lors du procès de Riom.

## Biographie
Il naquit en 1896 d'un père russe naturalisé français. Il fut combattant lors de la Première Guerre mondiale de 1915 à 1919.
Entre-deux-guerres il devient avocat.
Il est à nouveau mobilisé lors de la Seconde Guerre mondiale.
Sa médaille des évadés lui évite l’exclusion du barreau, qui frappe alors la grande majorité des avocats juifs du fait de la politique antisémite de l’État français (décret du 16 juillet 1941). Il est un juif religieux et pratiquant selon André Blumel.
En 1942, il est avocat de la défense au procès de Riom avec Félix Gouin et André Le Troquer,. Il s'implique également auprès de mouvements de résistance,.
En 1947, il est délégué français de la sous-commission de la protection des minorités et de la lutte contre les mesures discriminatoires à l'ONU.
Il décède dans la nuit du 7 au 8 septembre 1952 dans un accident de la circulation et fut inhumé au cimetière Montparnasse.

## Hommages
- Le poète Jean-Paul Samson (1894-1964) lui dédie un poème écrit à Ronco-sopra-Ascona le 14 septembre 1952[8].